# Croix (Nord)
Croix ist eine französische Stadt mit 20.956 Einwohnern (Stand 1. Januar 2022) im Département Nord in der Region Hauts-de-France. Sie gehört zum Arrondissement Lille und zum Kommunalverband Métropole Européenne de Lille. Die Bewohner von Croix werden Croisiens genannt.

## Lage
Croix liegt inmitten des Verdichtungsraumes der Großstädte Lille, Roubaix und Tourcoing, acht Kilometer nordöstlich der Innenstadt von Lille und unmittelbar südwestlich an Roubaix angrenzend. Weitere angrenzende Städte sind Hem im Südosten, Villeneuve-d’Ascq im Süden, Wasquehal im Südwesten und Mouvaux im Nordwesten. Das 4,44 km² umfassende Stadtgebiet von Croix ist vollständig bebaut und geht nahtlos in die Stadtviertel der umliegenden Orte über. Im Nordwesten wird Croix in gerader Linie vom Canal de Roubaix begrenzt. Sechs Kilometer östlich der Innenstadt von Croix befindet sich die Grenze zu Belgien. Der zu Roubaix gehörende Parc Barbieux ragt weit in das Stadtgebiet von Croix hinein und bildet die Grüne Lunge des Verdichtungsgebietes. Der Nordwesten von Croix ist mit den ehemaligen Arbeitervierteln und Mietskasernen dicht bebaut und umschließt ihren historischen Kern, wogegen der Südosten von Wohngebieten mit eher gehobenem Wohnstandard dominiert wird.

## Geschichte
Croix war im Mittelalter Sitz der Herrscher von Croix und de la Fontaine. Die Stadt wurde erstmals 1066 in einer Charta des Grafen von Flandern Balduin V. erwähnt. 1617 wurde Croix zur Grafschaft erhoben und gab seinem Namen einem der ältesten Adelsgeschlechter Frankreichs.

## Sehenswürdigkeiten

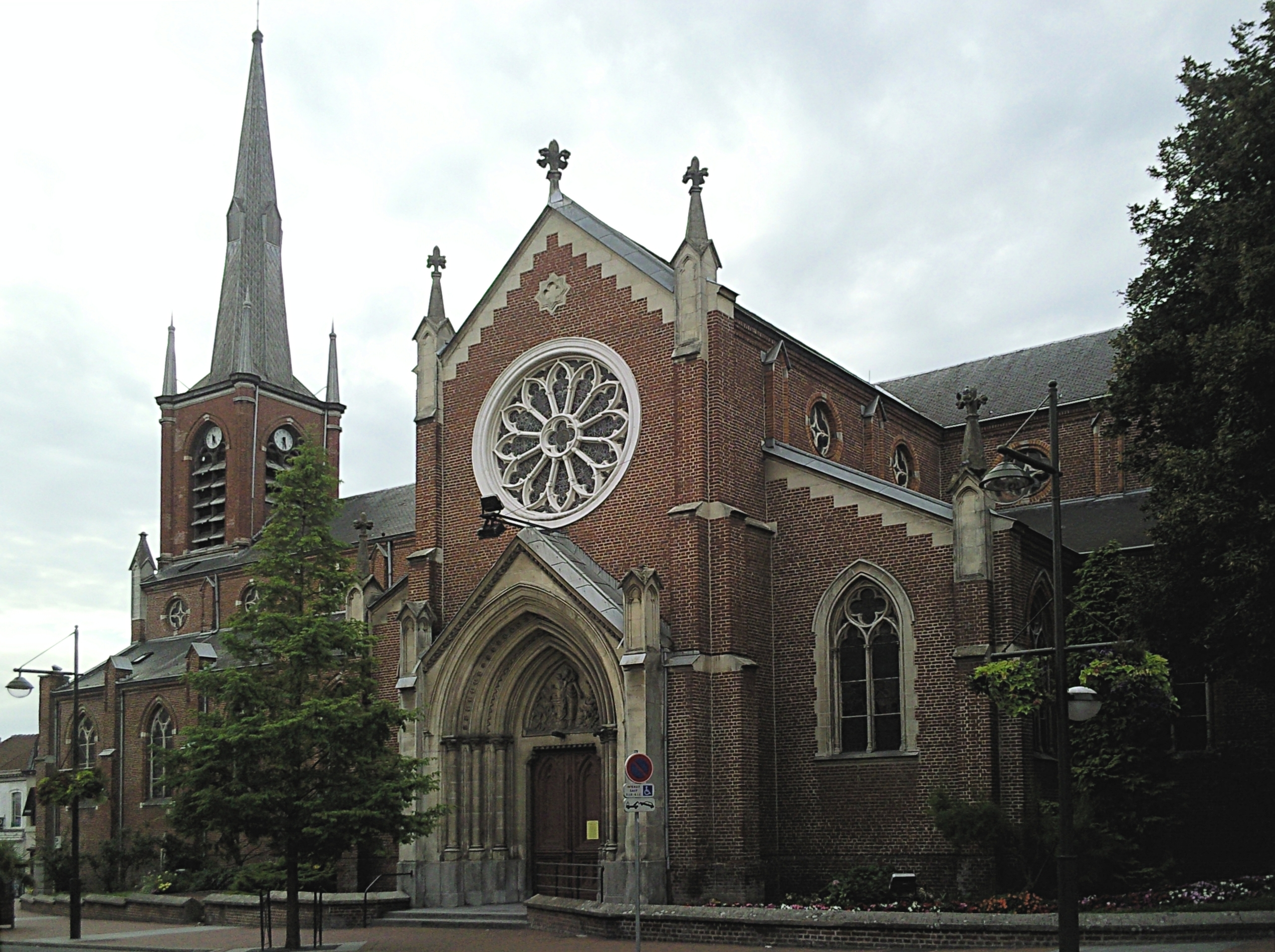
Kirche Saint-Martin
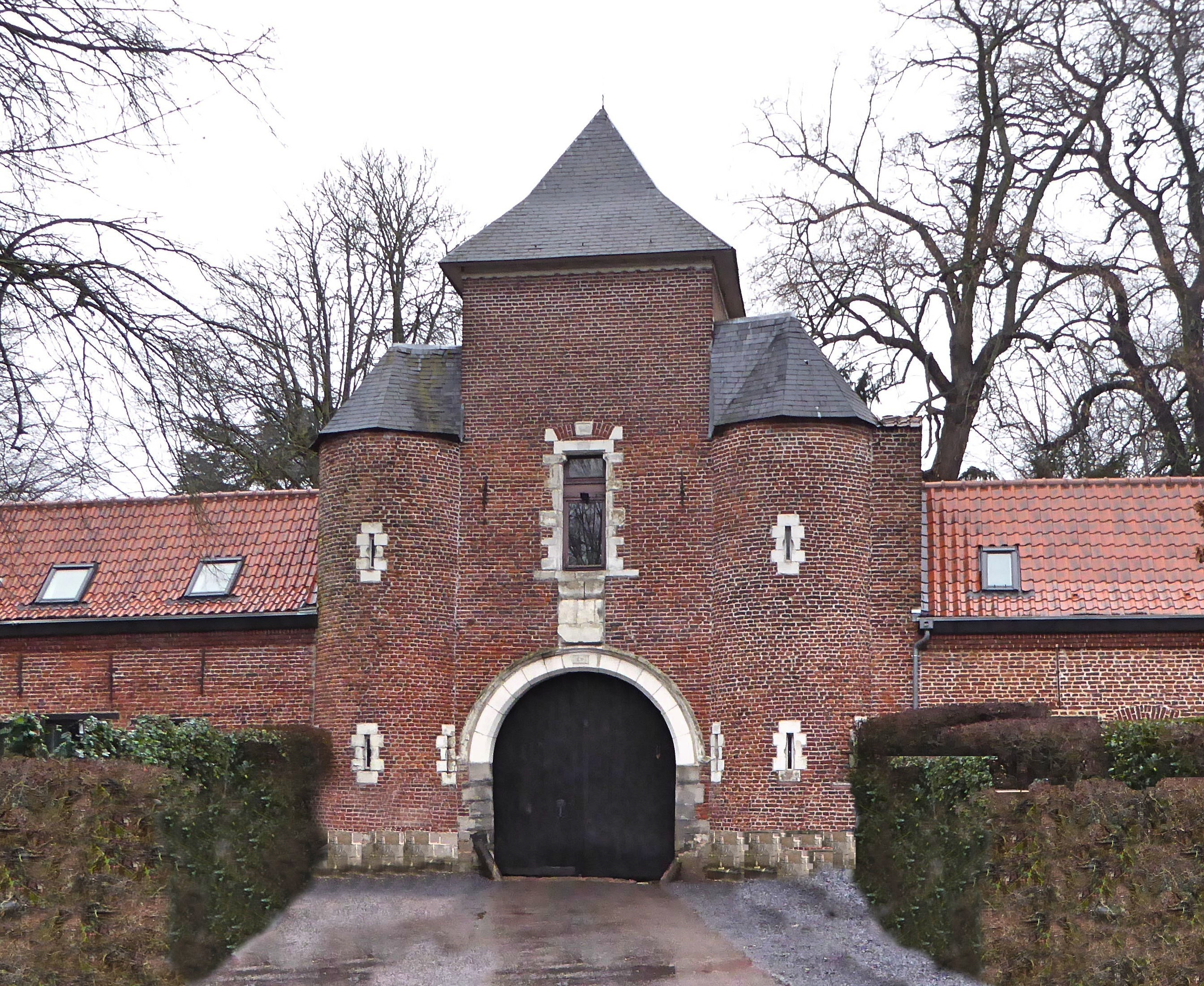
Schloss La Fontaine
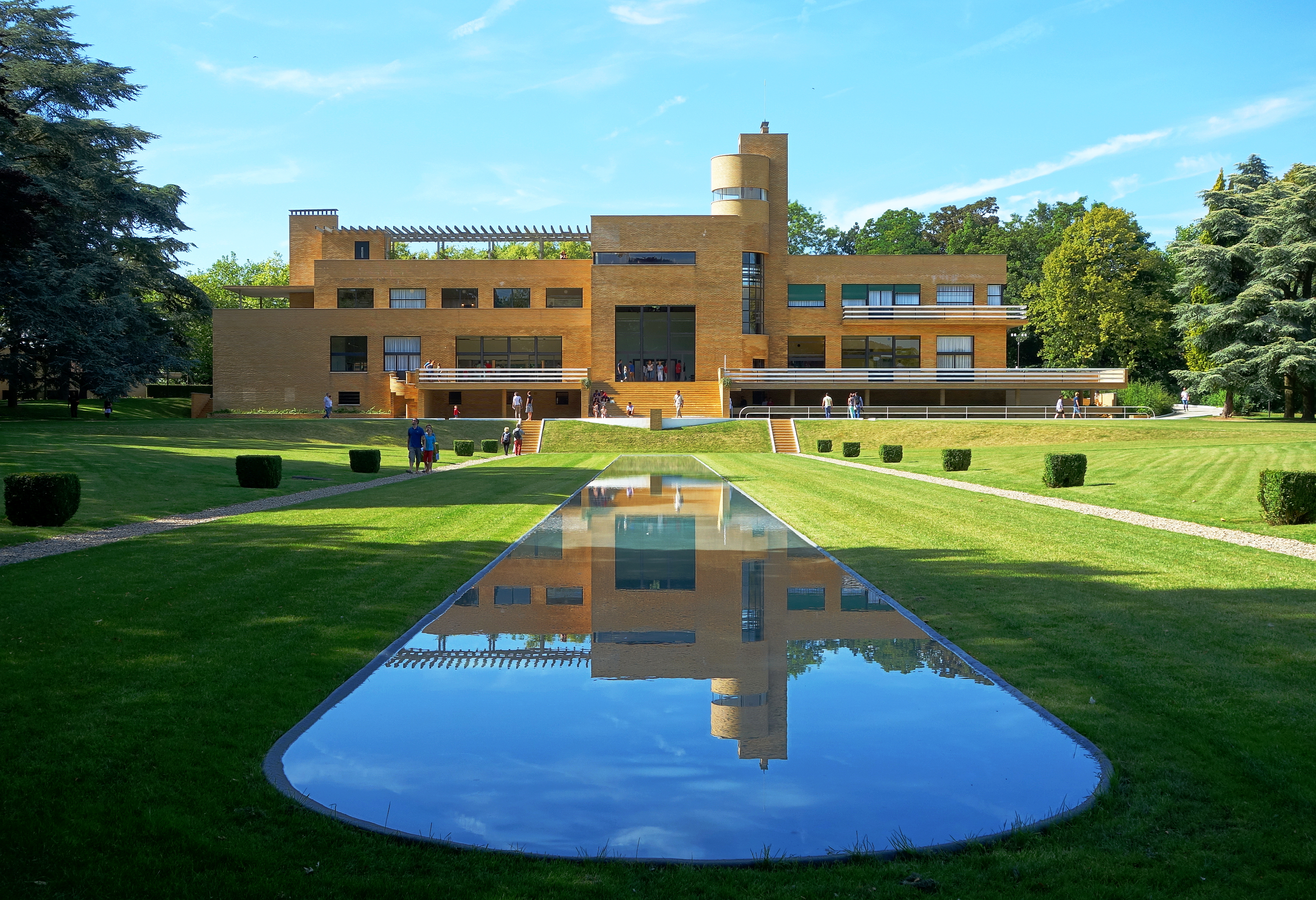
Villa Cavrois
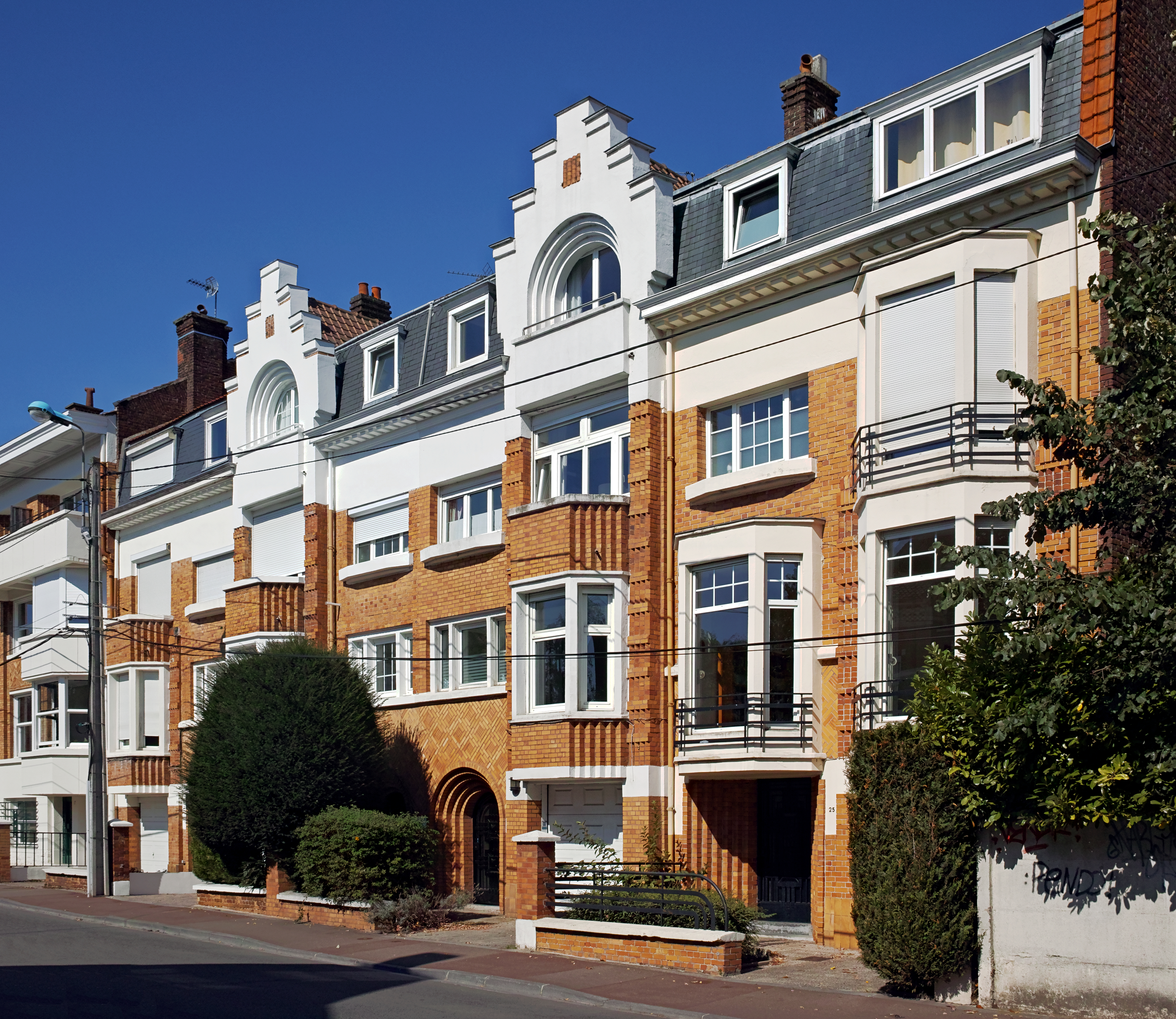
Eines der Art-déco-Häuser in der Innenstadt
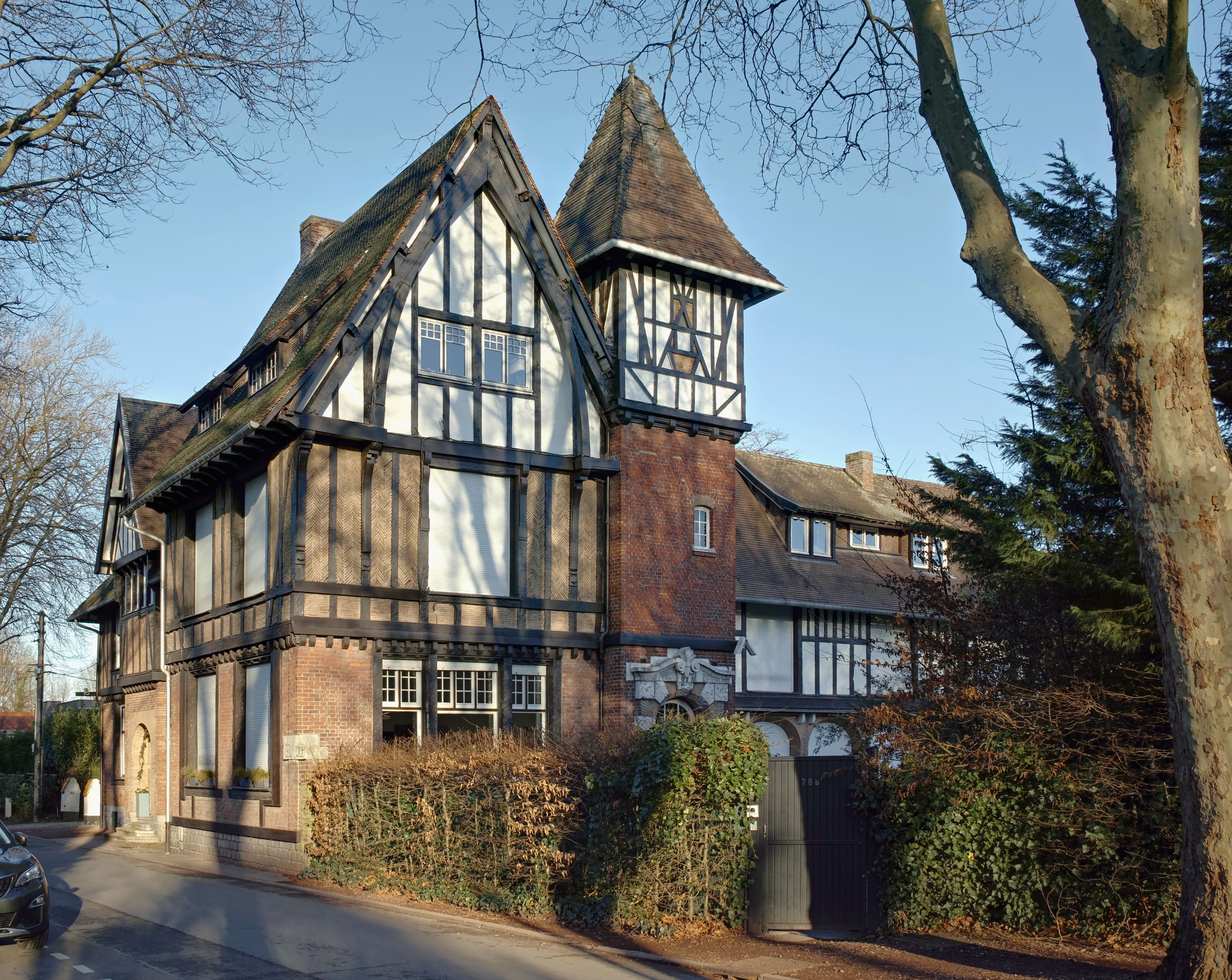
Eine der Villen im Südosten der Stadt
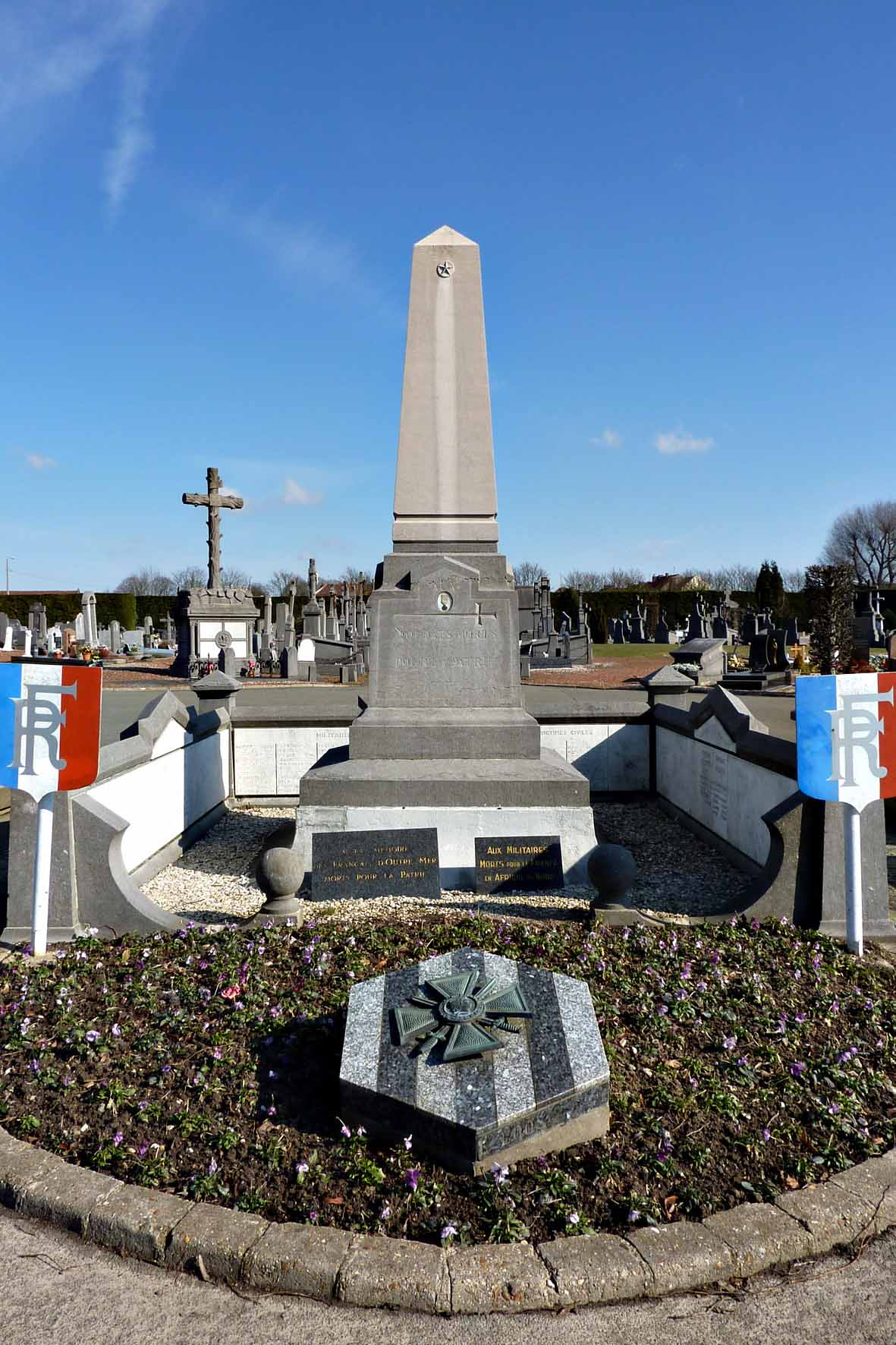
Gefallenendenkmal
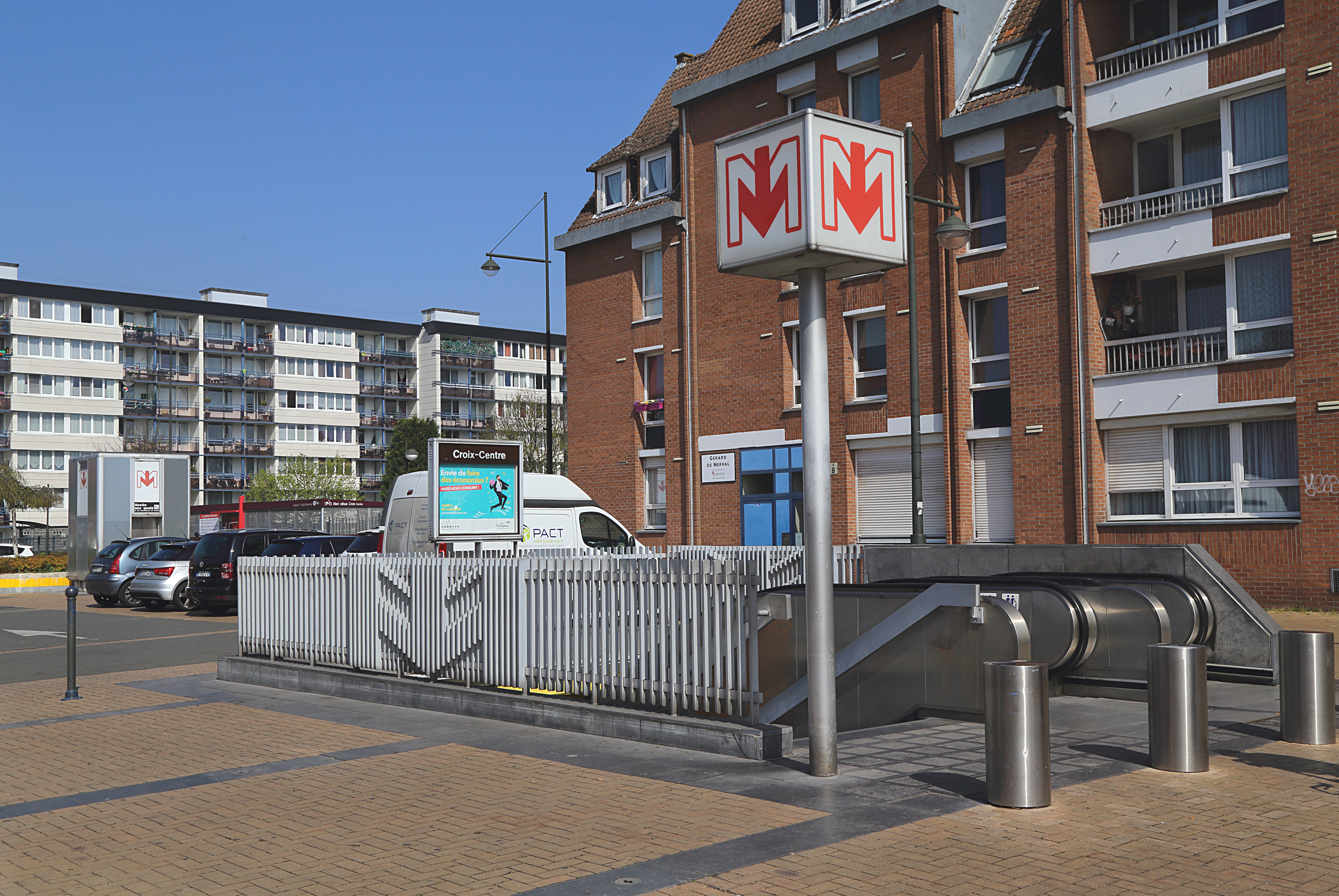
Metrostation in Croix

- Kirche Saint-Martin
- Schloss La Fontaine
- Villa Cavrois
- Eines der Art-déco-Häuser in der Innenstadt
- Eine der Villen im Südosten der Stadt
- Gefallenendenkmal
- Metrostation in Croix

## Verkehr
Croix ist über die Route nationale 450 (Avenue Jean Jaurès und Avenue de Flandre) mit der A 22 verbunden, die in Nord-Süd-Richtung verläuft. Von ihr aus führen weitere Autobahnen oder Schnellstraßen ins Zentrum von Lille, zur A 1 (Richtung Süden), A 27 (Richtung Osten), A 25 (Richtung Westen) oder in nördlicher Richtung nach Belgien.
Außerdem verfügt Croix über einen Bahnhof an der regional wichtigen Bahnverbindung Tourcoing-Roubaix-Lille und ist mit den Stationen Croix centre und Croix mairie an das Métronetz der Linie 2 von Lille angebunden, dass vom Nahverkehrsunternehmen Transpole verwaltet wird. Zusätzlich führt die Straßenbahn der Linie R zwischen Lille und Roubaix an den beiden Stationen Croix-La Chapelle und Croix-Clinique du Parc vorbei.
Der Canal de Roubaix wurde im Rahmen eines europäischen Programms verschönert und ist seit 2009 wieder befahrbar. Außerdem grenzt das Gebiet von Croix im Süden an die begradigte Marque, die in Croix endet. Ihr natürlicher Zufluss erreicht Croix und den kanalisierten Flussverlauf aus südöstlicher Richtung. Die Marque und der Canal de Roubaix sind Teil der Deûle-Schelde-Verbindung.

## Persönlichkeiten
- Jonathan Honorez (1872–1941), Turner
- Henri Fréteur (1877–??), Turner
- Émile Fréteur (1879–1953), Turner
- Théodore Lefebvre (1889–1943), Geograph und Mitglied der Résistance
- André Missant (1908–1977), Maler
- Pierre-César Lagage (1911–1977), Maler
- Jean Roulland (* 1931), Bildhauer und Maler
- Jean-Marie Poppe (* 1938), Radrennfahrer
- Jean-Claude Olivier (1945–2013), Motorradrennfahrer und Motorsportfunktionär
- Laurent Delahousse (* 1969), Journalist
- François Leleux (* 1971), Musiker
- Corinne Diacre (* 1974), Fußballspielerin
- Thomas Dietsch (* 1974), Radsportler
- Florian Philippot (* 1981), Politiker, Mitglied des Europäischen Parlaments
- Kheira Hamraoui (* 1990), Fußballspielerin
- Lézana Placette (* 1997), Beachvolleyballspielerin
- Margaux Sieracki (* 1999), Langstreckenläuferin